# ジョージ・アレック・エフィンジャー
ジョージ・アレック・エフィンジャー（George Alec Effinger, 1947年1月10日 - 2002年4月27日）は、アメリカ合衆国オハイオ州クリーブランド生まれの小説家、SF作家。日本への紹介がなされ始めた1970年代には「エフィンガー」と表記。
デビュー作から評価が高くネビュラ賞、ヒューゴー賞、ジョン・W・キャンベル新人賞にノミネートされるが、長編では受賞にはいたらなかった。
21世紀の中東を舞台にしたマリード・オードラーンが主人公の三部作は、サイバネティクスによる電脳移植と擬似人格モジュールの挿入で個人の個性を変更できる世界で、暴力、麻薬、犯罪を扱ったハードボイルドなサイバーパンクで、彼の最も成功した作品として知られる。4作目となるはずだったNights of Doubt and Sorrowは2つの章が書かれ、短編集Budayeen Nightsに収録された。
O・ニーマンド（O. Niemand）の筆名でのパスティーシュ小説や複数の筆名でSF以外の作品も創出している。
少年期からの持病は、長年の治療で巨大な医療費が必要となり、健康保険に加入していなかったため支払いが滞り、病院側は訴訟を起こし全ての版権の所有権を引き渡す要求をした。エフィンジャー医療基金などの助けにより、訴訟は取り下げられ、知的所有権を失うことは無かった。

## 略歴
- 1970年　クラリオンSF創作講座（Clarion anthology）に参加し小説を書き始める。
- 1971年　「ファンタスティック」（Fantastic）誌に"The Eight-Thirty to Nine Slot"が掲載され作家デビュー。
- 1972年　最初の長編小説 "What Entropy Means to Me" 発表。ネビュラ賞にノミネートされる。
- 1974年　12歳の頃に罹った腹部腫瘍が再発し手術、入院。その後、数ヶ月おきに入退院を繰り返す。
- 1986年　自宅の火事で蔵書を含めた全てが焼失、第2度の火傷を負う。
- 1988年　長編『重力が衰えるとき』がヒューゴー賞にノミネートされるが、デイヴィッド・ブリンの『知性化戦争』に敗れ第2席となる。
- 1988年　中編「シュレーディンガーの子猫」（Schrödinger's Kitten）がネビュラ賞を受賞。翌1989年、ヒューゴー賞、シオドア・スタージョン記念賞を受賞。
- 1990年　長編『太陽の炎』がヒューゴー賞にノミネートされるが、ダン・シモンズの『ハイペリオン』に敗れ第2席となる。同年、『重力が衰えるとき』の設定でPC-DOS版ゲームの"Circuit's Edge"が発売される。
- 1991年　中編「シュレーディンガーの子猫」が星雲賞を受賞。
- 1992年　ナイアガラ・フォールズSF協会によりエフィンジャー医療基金が設立される。
- 2002年4月　ルイジアナ州ニューオリンズで逝去。

## 作品リスト

### 長編・中編
- What Entropy Means to Me （1972）
- Relatives （1973）
- Felicia （1976）
- Those Gentle Voices （1976）
- Death in Florence （1978） （別題 Utopia 3）
- Heroics （1979）
- The Wolves of Memory （1981）
- The Nick of Time （1985）
- The Bird of Time （1986）
- Shadow Money （1988）：ミステリ
- 「シュレディンガーの子猫」（Schrödinger's Kitten（1988）、浅倉久志訳、ハヤカワ文庫SF『80年代SF傑作選 上』(1992)収録の中編）
- The Zork Chronicles （1990） ：パソコンゲーム<Zork>のノベライズ
- Look Away （1990）：中編
- Nights of Doubt and Sorrow

#### 「マリード・オードラーン」シリーズ
- 『重力が衰えるとき』 (When Gravity Fails (1987)、浅倉久志訳、ハヤカワ文庫SF） 1989
- 『太陽の炎』 (A Fire in the Sun (1989)、浅倉久志訳、ハヤカワ文庫SF） 1991
- 『電脳砂漠』 (The Exile Kiss (1991)、浅倉久志訳、ハヤカワ文庫SF） 1992

### 共著
- Nightmare Blue （1975）：ガードナー・ドゾワとの共作
- The Red Tape War （1990）：マイク・レズニックとジャック・L・チョーカーとの共作

### ノベライゼーション
- 『猿の惑星 / 逃亡者人間』（Planet of the Apes - Man the Fugitive （1974）、ジョージ・A・エフィンガー名義、小倉多加志訳、ハヤカワ文庫NV） 1975
- 『猿の惑星 / 明日への脱出』（Planet of the Apes - Escape to Tomorrow （1975）、ジョージ・A・エフィンガー名義、小倉多加志訳、ハヤカワ文庫NV） 1975
- 『猿の惑星 / 決死の逃亡』（Planet of the Apes - Journey into Terror （1975）、ジョージ・A・エフィンガー名義、小倉多加志訳、ハヤカワ文庫NV） 1975
- Planet of the Apes - Lord of the Apes （1976）

### 短編
- 「同時多発世界最終戦争」（All the Last Wars at Once (1971)、浅倉久志訳、S-Fマガジン 2002/9 No.557）
- 「第二次世界大戦」（World War II (1973)、中原尚哉訳、S-Fマガジン 1991/3 No.408）
- 「カーテン」（Curtains (1974)、白川星紀(黒丸尚)訳、講談社文庫、ジョー・ホールドマン編、『SF戦争10のスタイル』）
- 「標的はベルリン! - 空軍フォードア・ハードトップの役割 -」（Target: Berlin! -The Role of the Air Force Four-Door Hardtop (1976)、中村融訳、S-Fマガジン 1990/4 No.392）
- 「Dデイ秘話」（The Last Full Measure (1978)、酒匂真理子訳、SF宝石 1980/2 No.4）
- 「ピンチヒッター」（The Pinch-Hitters (1979)、安田均訳、SF宝石 1979/12 No.3）
- 「まったく、何でも知ってるエイリアン」（The Aliens Who Knew, I Mean, EverythingEverything (1984)、黒丸尚訳、S-Fマガジン 1985/4 No.324）
- 「時の鳥」（The Bird of Time Bears Bitter Fruit (1985)、浅倉久志訳、ハヤカワ文庫SF、大森望編『ここがウィネトカなら、きみはジュディ』）
- 「きのうが消えた」（Yesterday's Game (1986)、公手成幸訳、S-Fマガジン 1991/3 No.408）
- 「またも祖父殺し」（Another Dead Grandfather (1987)、黒丸尚訳、S-Fマガジン 1989/3 No.375）
- 「大儀に憑かれて」（Everything But Honor (1989)、浅倉久志訳、S-Fマガジン 1991/3 No.408）
- 「ポーラライザー」（The Origin of the Polarizer (1989)、古沢嘉通訳、社会思想社、現代教養文庫、マーティン・H・グリーンバーグ編、『バットマンの冒険』）
- 「最後の晩餐はサンドイッチ」（The Last Supper and a Falafel to Go (1991)、鈴木美幸訳、竹書房文庫、菊地秀行監修、『スーパー・ホラー・シアター 妖魔の宴 フランケンシュタイン編2』）
- 「マリードと血の臭跡」（Mar and the Trail of Blood (1995)、浅倉久志訳、扶桑社ミステリー、バーバラ・ハムリー, マーティン・H・グリーンバーグ編、『死の姉妹』）
- 「グッドナイト、デュアン・オールマン」（Good Night, Duane Allman、浅倉久志訳、ミステリマガジン 1996/1 No.478）
- 「醜い地球人殺害事件」（The Ugly Earthling Murder Case、葛山洋訳、扶桑社ミステリー、ミステリー・シーン編、『壁』）
- 「マスグレーヴの手記」（The Musgrave Version (1995)、吉嶺英美訳、河出文庫、マイク・レズニック, マーティン・H・グリーンバーグ編、『シャーロック・ホームズのSF大冒険』）

### 短編集
- Mixed Feelings （1974）
- Irrational Numbers （1976）
- Dirty Tricks （1978）
- Idle Pleasures （1983）
- Author's Choice Monthly Issue 1: The Old Funny Stuff （1989）
- Budayeen Nights （2003）
- George Alec Effinger Live! From Planet Earth （2005）